# Anthrax turkmenorum
Anthrax turkmenorum är en tvåvingeart som beskrevs av Paramonov 1935. Anthrax turkmenorum ingår i släktet Anthrax och familjen svävflugor. Inga underarter finns listade i Catalogue of Life.